# 최현석 (연출감독)
최현석(1974년 11월 15일~)은 대한민국의 행사 연출감독, 기획자이다.

## 이력
대한민국의 다양한 행사감독 및 기획자로 활동중이다. 24년간 150여개에 달하는 다양한 국가행사를 진행하고 있다.

## 경력
- 2012년 10월 : 2012 조선해양산업전 총괄PM
- 2013년 9월 : 낙동강세계평화문화대축전 총괄PM
- 2015년 8월 : 글로벌이노베이터페스타 총괄PM
- 2017년 7월 : 한인회장대회 총괄PM
- 2017년 11월 : BIXPO 총괄PM
- 2018년 2월 : 평창동계올림픽 문화올림픽 총괄감독
- 2018년 3월 : 평창동계패럴림픽 코리아하우스 총괄감독
- 2021년 8월 : 도쿄올림픽 코리아하우스 총감독
- 2023년 10월 : 울산스타트업페스타 총감독
- 2023년 11월 : 환경교육학생실천국제교류한마당 총감독